# Rodion Siemionow
Rodion Siemionowicz Siemionow (ros. Родион Семёнович Семёнов, ur. 1891 we wsi Starinka w guberni smoleńskiej, zm. 29 sierpnia 1938) – radziecki polityk.

## Życiorys
W latach 1913–1918 służył w rosyjskiej armii, od sierpnia 1917 był członkiem SDPRR(b), w 1918 został funkcjonariuszem Czeki, pracował kolejno w Mińsku, Smoleńsku i Tyraspolu. Od 1920 pracował w administracji państwowej, do 1934 był pełnomocnikiem Ludowego Komisariatu Przemysłu Ciężkiego w Kraju Gorkowskim (obecnie obwód niżnonowogrodzki), 1934-1937 przewodniczącym Komitetu Wykonawczego Rady Miejskiej Gorkiego, a od 1937 do czerwca 1938 przewodniczącym Komitetu Wykonawczego Stalingradzkiej Rady Obwodowej. 4 czerwca 1938 został aresztowany, 29 sierpnia 1938 skazany na śmierć przez Wojskowe Kolegium Sądu Najwyższego ZSRR pod zarzutem udziału w kontrrewolucyjnej organizacji terrorystycznej i rozstrzelany. 25 kwietnia 1956 pośmiertnie zrehabilitowany.